# Eugene Starikov
Eugene Starikov, ukr. Євген Валерійович Старіков, Jewhen Wałerijowycz Starikow, ros. Евгений Валерьевич Стариков, Jewgieniej Walerjewicz Starikow (ur. 17 listopada 1988 w Odessie, Ukraińska SRR) – amerykański piłkarz pochodzenia ukraińsko-rosyjskiego, grający na pozycji napastnika.

## Kariera piłkarska

### Kariera klubowa
Jest wychowankiem drużyny piłkarskiej Stetson University. W 2008 rozpoczął karierę piłkarską w Bradenton Academics. W 2009 został piłkarzem Zenitu Petersburg, ale bronił barw tylko młodzieżowej drużyny. Od 2010 występował na zasadach wypożyczenia w klubach Tom Tomsk i FK Rostów. 8 września 2015 podpisał kontrakt z Czornomorcem Odessa. po zakończeniu sezonu 2015/16 opuścił odeski klub.

### Kariera reprezentacyjna
Występował w młodzieżowej reprezentacji USA.

## Sukcesy i odznaczenia

### Sukcesy klubowe
Zenit Petersburg
- mistrz młodzieżowych mistrzostw Rosji: 2009